# Royaume du Hedjaz
1916–1925
Entités précédentes :
- Chérifat de La Mecque

Entités suivantes :
- Royaume de Nejd et Hedjaz

Drapeau du royaume du Hejaz (1920).

Le royaume hachémite de Hedjaz — en arabe : المملكة الحجازية الهاشمية (Al-Mamlakah al-Hijāzyah al-Hāshimiyyah) — était un État d'Asie occidentale situé dans le Hedjaz, sur la côte de la mer Rouge de la péninsule arabique. Sa capitale était La Mecque. D'abord royaume hachémite indépendant (1916-1925), puis occupé par le sultanat du Nejd (1925-1926), il fit ensuite partie du royaume du Nejd et du Hedjaz (1926-1932) puis incorporé dans le royaume d'Arabie saoudite. Son territoire correspond aux actuelles provinces saoudiennes de Tabuk, Médine, La Mecque, Al Bahah, Jizan et Asir.

## Histoire
Au début du mois de juin 1916, l'armée turque qui se trouvait à la Mecque se déplace à Taif, accompagnant le gouverneur du Hedjaz. Seuls 1000 soldats environ restèrent pour défendre La Mecque. Le chérif Hussein ben Ali, avec 5.000 partisans arabes, attaqua les troupes turques restantes et leur commandant fut sommé de se rendre, ce qu'il refusa. La situation resta bloquée jusqu'à ce que Sir Reginald Wingate, commandant des opérations militaires de l'Empire britannique dans la région, envoie des renforts en hommes (des tirailleurs égyptiens) et en artillerie, depuis le Soudan, pour briser la résistance des Turcs. Le 4 juillet 1916, après trois semaines de résistance, les Turcs capitulèrent,.
Le 10 juin 1916, le chérif de La Mecque, Hussein ben Ali, se proclame roi du Hedjaz avec l'assentiment du haut-commissaire britannique résident au protectorat du sultanat d'Égypte, le lieutenant-colonel Henry McMahon. L'indépendance du royaume hachémite du Hedjaz est reconnue par le traité de Sèvres du 10 août 1920. 
Abdelaziz ben Abderrahmane Al Saoud, dit Ibn Séoud, sultan du Nejd, conquiert le 19 décembre 1925 le Hedjaz. Le 8 janvier 1926, il en est couronné roi. Le 27 janvier 1927, il substitue le titre de roi du Nejd à celui de sultan. Le royaume du Nejd et du Hedjaz est reconnu par le Royaume-Uni au traité de Djeddah du 20 mai 1927. Le 22 septembre 1932, le royaume d'Arabie saoudite est établi.

## Territoire
Le territoire du royaume correspondait à celui de l'ancien vilayet du Hedjaz.
Il comprenait deux villes saintes de l'Islam : La Mecque, sa capitale, et Médine.
Il était limité :
- à l'ouest, par la mer Rouge et le golfe d'Aqaba ;
- au nord, par le vilayet de Syrie puis le mandat britannique en Palestine ;
- au sud, par le vilayet du Yémen qui devient, le 30 octobre 1918, le royaume mutawakkilite du Yémen.

## Rois du Hedjaz
- Dynastie des Hachémites :
  - 10 juin 1916 - 3 octobre 1924 : Hussein ben Ali
  - 3 octobre 1924 - 19 décembre 1925 : Ali ben Hussein
- Dynastie saoudienne :
  - 8 janvier 1926 - 22 septembre 1932 : Abdelaziz ben Abderrahmane Al Saoud